# Guldkorn (album av Fred Åkerström)
Guldkorn är ett samlingsalbum av vissångaren Fred Åkerström, utgivet 1997 på skivbolaget Metronome.
Guldkorn innehåller visor tidigare utgivna mellan 1963 och 1982. Därtill innehåller skivan den tidigare outgivna visan "Gammal rallarvisa", framförd tillsammans med Cornelis Vreeswijk och tagen från radioshowen Högt uppe på berget från den 1 augusti 1971. Guldkorn sammanställdes av Ingegerd Borg.

## Innehåll
1. "Jag ger dig min morgon" – 3:49
2. "Oslo" – 2:33
3. "Fragancia" – 4:07
4. "Båklandets vackra Maja" – 3:01
5. "Luffarevisa" – 3:34
6. "Trubaduren" – 2:53
7. "Han hade seglat för om masten" – 2:31
8. "Balladen om Eken" – 2:56
9. "I natt jag drömde" – 2:02
10. "Kajsas udde" – 2:29
11. "Nordsjön" – 6:38
12. "Amerikabrevet" – 2:10
13. "Balladen om Joe Hill" – 2:16
14. "Kapitalismen" – 3:56
15. "Vissångarvisa" – 3:26
16. "Luffaren" – 2:22
17. "Åkare Lundgrens begravning" – 3:35
18. "Så lunka vi så småingom" – 4:22
19. "Käraste bröder, systrar och vänner" – 3:39
20. "Stolta stad" – 3:49
21. "Glimmande nymf" – 6:32
22. "Gammal rallarvisa" – 2:43 (tidigare outgiven)

## Listplaceringar
| Lista (1997–1999) | Topplacering |
| ----------------- | ------------ |
| Sverige           | 13           |